# Thurston Harris
Thurston Theodore Harris (* 11. Juli 1931 in Indianapolis, Indiana; † 14. April 1990 in Pomona, Kalifornien) war ein US-amerikanischer Rhythm-&-Blues-Sänger.

## Leben und Wirken
Harris wurde Anfang der 1950er Jahre als Leadsänger der im South Central-Vergnügungsviertel von Los Angeles auftretenden Vokalgruppe The Lamplighters bekannt. 1957 gelang ihm ein einziger größerer Hit-Erfolg mit dem Doo-Wop-Titel Little Bitty Pretty One, den er für Aladdin Records einspielte; er stieg auf #6 der amerikanischen Popcharts. Harris hatte dann noch Ende der 1950er Jahre kleinere Hits mit Do What You Did und Runk Bunk; außerdem nahm er neben dem Bluessong One Bourbon, One Scotch, One Beer (1960) noch für Reprise (Dancing Silhouettes) und Dot Records (Goddess Of Angels) auf. Er starb 1990 im Alter von 58 Jahren an einem Herzinfarkt.